# Natalie Alison

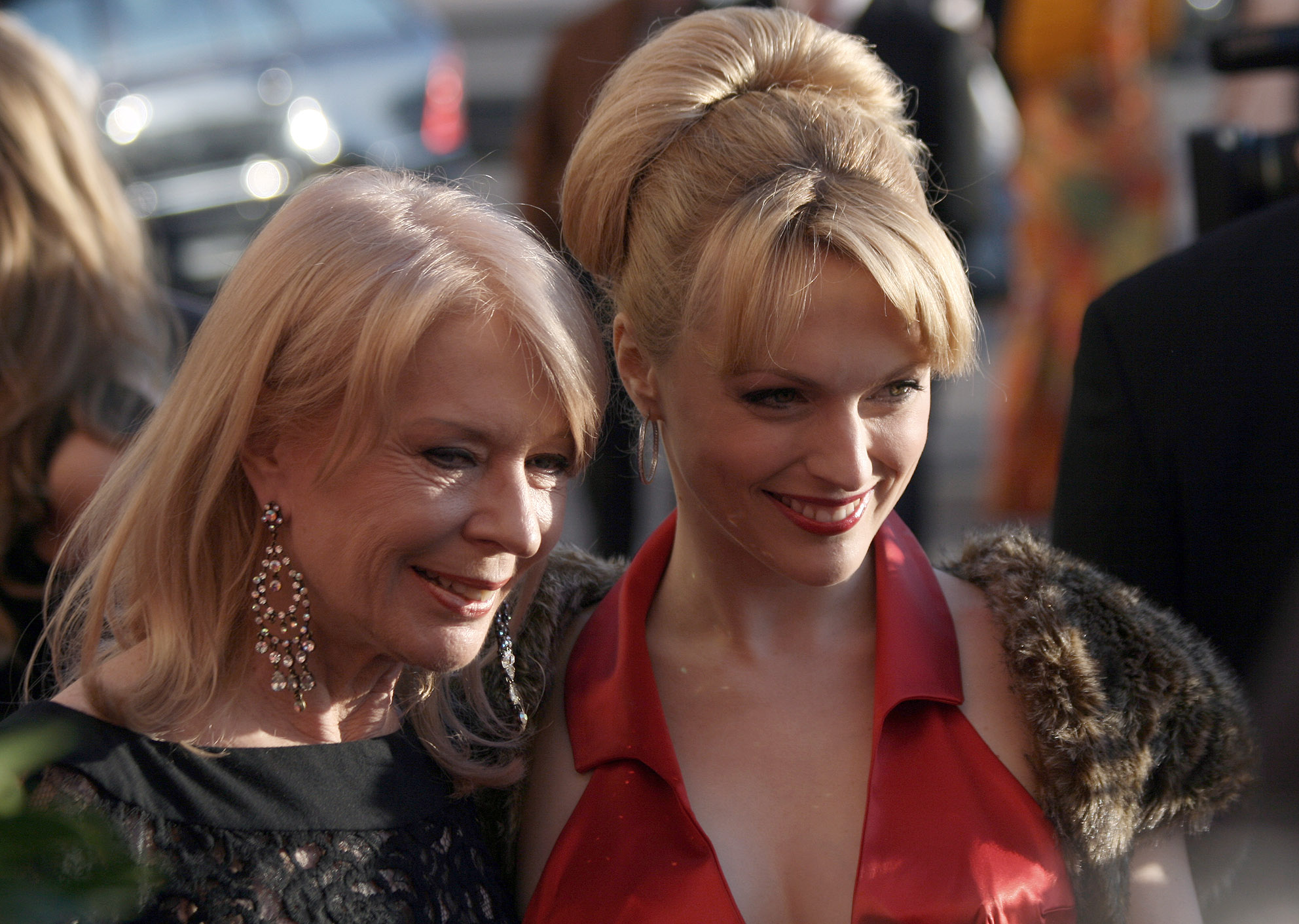
Natalie Alison (r.) mit Gerda Rogers (2012)

Natalie Alison (* 13. Juni 1978 als Natalie Aufischer in Wien) ist eine österreichische Schauspielerin.

## Leben
Bereits mit fünf Jahren fasste sie den Entschluss, später Schauspielerin und Tänzerin zu werden; ausschlaggebend für die Entscheidung war eine Aufführung des Musicals Cats von Andrew Lloyd Webber.
Neben Ballett, Stepptanz, Jazz Dance sowie Klavier, Flöte, Geige, Chor und Gesang übte sie verschiedene Sportarten aus. Nach bestandener Matura erlangte sie ein Stipendium der Projuvis-Stiftung. Mit 18 Jahren führte Alisons Karriere nach Hollywood, wo sie drei Jahre lang eine Ausbildung am Lee Strasberg Theatre and Film Institute machte. Erste Erfahrungen in der Filmbranche sammelte sie dann in diversen Serien und Filmproduktionen; sie wirkte hauptsächlich in Studentenfilmen der University of Southern California mit. Der Name Natalie Alison ist ein Künstlername, den sie sich in den USA zulegte. Im Sommer 1999 ging sie zurück nach Österreich, wo sie ein Studium an der Universität Wien begann. Neben ihrem Studium stand sie für einige Fernsehproduktionen vor der Kamera, außerdem engagierte sie sich im Team der Musicals Joseph und Fame.
Im Herbst 2003 wurde sie für die Rolle der Isabel Eggert, einer Wiener BWL-Studentin, in Gute Zeiten, schlechte Zeiten gecastet. Die Rolle sollte zunächst den Namen Nele tragen, aufgrund ihrer österreichischen Herkunft bekam sie jedoch den Namen Isabel. Sie war von November 2003 (Folge 2851) bis Juni 2006 (Folge 3502) in der RTL-Daily-Soap zu sehen und verließ die Serie dann auf eigenen Wunsch. Beim österreichischen Fernsehpreis Romy war Alison 2004 als Shooting Star nominiert.
2007 moderierte Alison für Sat.1 Österreich die Sendung Avida – das Wohlfühl- und Thermenmagazin. Im Sommer 2007 schloss Natalie Alison ihr Bakkalaureatsstudium an der Universität Wien in Publizistik ab. 2008 erschien ihr erstes Buch Einmal Hollywood und zurück in gedruckter Version, 2012 als E-Book, in dem sie von ihrer Schauspielausbildung in Los Angeles erzählt, von Treffen mit Stars sowie von Castings, Auditions und Jobs in der Filmmetropole.
Von Juli 2008 bis April 2012 drehte Alison für die ARD-Telenovela Sturm der Liebe in den Münchner Bavaria Studios. Sie spielte die Rolle der Rosalie Engel und legte 2010/2011 eine dreimonatige Pause ein, um an der Schauspielschule der University of Southern California weiter zu studieren. Von 2013 bis 2015 absolvierte sie drei Gastauftritte in der Serie. Von August 2020 bis Juni 2022 spielte sie wieder im Hauptcast der Telenovela.

### Privates
Im Jahr 2017 war sie für einige Monate mit dem österreichischen Autor Clemens Trischler liiert. Sie lebt in Wien. Neben ihrer Muttersprache Deutsch spricht sie auch Englisch, Italienisch, Französisch und Spanisch.

## Filmografie
- 2000: Schlosshotel Orth (Fernsehserie, 1 Folge)[13]
- 2003–2006: Gute Zeiten, schlechte Zeiten (Fernsehserie, 651 Folgen, durchgehende Serienrolle)
- 2007: Avida – das Wohlfühl- und Thermenmagazin. (Fernsehmagazin, Moderation)
- 2008–2012, 2013–2015, 2020–2022: Sturm der Liebe (Fernsehserie, durchgehende Serienrolle)
- 2008: Zwei Weihnachtsmänner
- 2008: SOKO Wien (Fernsehserie, 1 Folge)
- 2010: SOKO München (Fernsehserie, 1 Folge)
- 2011: Utta Danella – Liebe mit Lachfalten
- 2012: Der Bergdoktor (Fernsehserie, 1 Folge)
- 2015: Die Rosenheim-Cops (Fernsehserie, 1 Folge)
- 2018: Schnell ermittelt (Fernsehserie, 1 Folge)
- 2020–2024: Die Rosenheim-Cops (Fernsehserie, 4 Folgen, wiederkehrende Gastrolle)
- 2019–2023: Walking on Sunshine (Fernsehserie, durchgehende Nebenrolle)

## Publikationen
- Einmal Hollywood und zurück. Verlagshaus Schlosser, Friedberg 2008, ISBN 978-3-939783-62-6.
- Drei Arten der Liebe: Die Geschichte und Nachrichten einer Freundschaft, Buchschmiede, Wien 2022, ISBN 978-3-99139-264-4[14]